# Truths and Rights
Albums de Johnny Osbourne
Come Back Darling
(1970) Fally Lover
(1980)
Truth And Rights est le deuxième album du chanteur de reggae Johnny Osbourne, paru en 1979 sur le label Studio One.

## Liste des morceaux
1. Truths And Rights
2. Children Are Crying
3. Can’t Buy Love
4. Jah Promise
5. Nah Skin Up
6. Need Love
7. Eternal Peace
8. Sing Jay Stylee
9. Love Jah So
10. Let Me In

- Bonus tracks de la réédition de 2008 :

1. Jealousy Heartache And Pain
2. Luanda (Dub Specialist)
3. West Gone Black (Jah Jesco feat. Jucey Bravo)
4. Truths And Rights (extended Mix)
5. Sing Jay Stylee (extended Mix)
6. Can’t Buy Love / Swing Easy